# Флаг Панамы
Флаг Пана́мы был официально утверждён 20 декабря 1903 года. В 1904 году он был временно одобрен Учредительным собранием, а в 1925 году флаг был принят окончательно.
Синий и красный цвета представляют Консервативную и Либеральную партии Панамы. Кроме того, синий цвет символизирует Тихий океан и Карибское море, а красный — пролитую при защите страны кровь. Синяя звезда — символизирует гражданские качества чистоты и честности, красная — власть и закон.

Проект флага Панамы